# Panimerus freidbergi
Panimerus freidbergi és una espècie d'insecte dípter pertanyent a la família dels psicòdids que es troba a Israel.